# Wladimir Iljitsch Linderman
Wladimir Iljitsch Linderman (Vladimirs Lindermans, russisch Владимир Ильич Линдерман; * 3. November 1958 in Riga, Lettische Sozialistische Sowjetrepublik, UdSSR) ist ein russischer und lettischer Politiker und Journalist.

## Biographie
Wladimir Linderman stammt aus einer Familie russischer Juden. Ende der 1980er Jahre veröffentlichte er in Riga die Samisdat Literatur-Zeitschrift „Dritte Modernisierung“ (Russisch: Третья модернизация). Im Jahr 1990 publizierte er die erotische Zeitung „Noch“ (Russisch: „Ещё“) und eröffnete ein Jahr später den ersten Sexshop in der Sowjetunion.
Seit 1997 ist Linderman Mitglied der Nationalbolschewistischen Partei Russlands. Linderman war 2012 Mitbegründer der lettischen Partei «Muttersprache».